# 南久米町
南久米町（みなみくめまち）は愛媛県松山市の地名。2012年1月1日現在の人口は5,664人、世帯数は2,573世帯。郵便番号は790-0924。

## 地理
松山市東部に位置する。北久米町、平井町、鷹子町、来住町、三町、畑寺と接している。

## 校区
市立の小・中学校に通う場合、北久米小学校、久米小学校、久米中学校の学区となる。

## 交通
伊予鉄道横河原線の久米駅が町内にある。

## 施設
- 公衆浴場　東道後のそらともり、久米之癒
- 神社　日尾八幡神社
- 公園　日尾公園、南久米公園
- 交番　松山南警察署久米交番

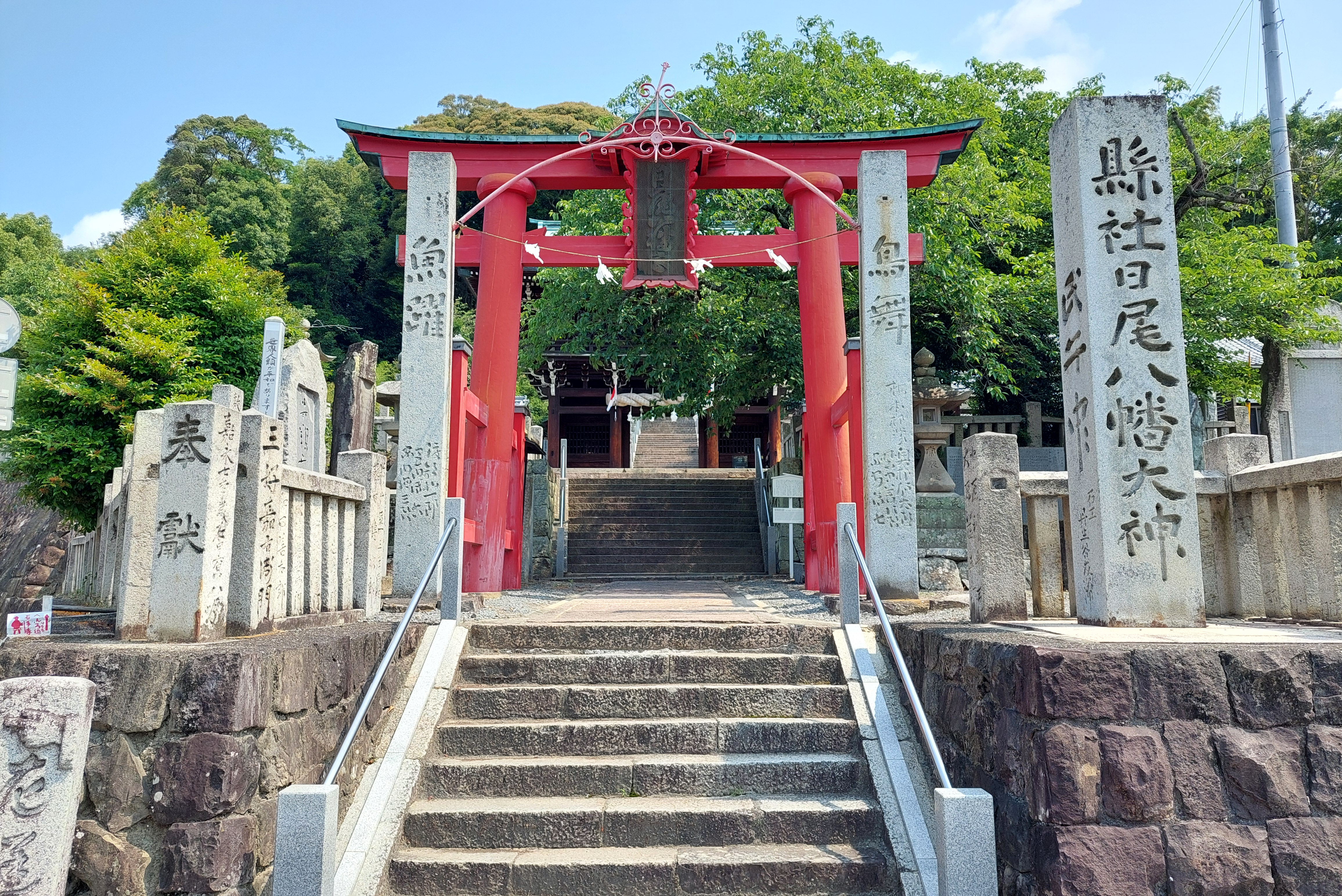
日尾八幡神社

- 店舗　フジ南久米店、ダイソー松山南久米店、スーパー日東久米店、新丸三書店本店